# Bumbles' Walk to Brighton
Bumbles' Walk to Brighton è un cortometraggio muto del 1913 diretto da W.P. Kellino.

## Trama
Bumbles scommette che riuscirà a raggiungere Brighton a piedi, ma si troverà nei pasticci quando gli altri scommettitori, per farlo perdere, gli cambieranno i segnali stradali del percorso.

## Produzione
Il film fu prodotto dalla EcKo.

## Distribuzione
Distribuito dall'Universal Pictures, il film - un cortometraggio di 148 metri - uscì nelle sale cinematografiche britanniche nel giugno 1913.